# 夢一途に
「夢一途に」（ゆめいちずに）は、中村雅俊の楽曲で22枚目のシングル。日本コロムビアから1985年3月21日に発売された。
オリコンチャートの登場週数は4週、チャート最高順位は週間56位、累計1.3万枚のセールスを記録した。

## タイアップ
日産・パルサー（N12後期型）CMソング。
1985年3月20日に日本テレビ水曜ロードショーで放映されたアニメ番組『三国志』の主題歌として使用された。

## 収録曲
全曲作詞：大津あきら　編曲：佐藤準
1. 夢一途に
  - 作曲：和泉常寛
2. ラストショウ
  - 作曲：木森敏之